# Gonora paphia
Gonora paphia là một loài bướm đêm trong họ Geometridae.